# Municipio de Idun
El municipio de Idun (en inglés: Idun Township) es un municipio ubicado en el condado de Aitkin en el estado estadounidense de Minnesota. En el año 2010 tenía una población de 259 habitantes y una densidad poblacional de 2,69 personas por km².

## Geografía
El municipio de Idun se encuentra ubicado en las coordenadas 46°11′3″N 93°22′12″O / 46.18417, -93.37000. Según la Oficina del Censo de los Estados Unidos, el municipio tiene una superficie total de 96.46 km², de la cual 94,9 km² corresponden a tierra firme y (1,62 %) 1,56 km² es agua.

## Demografía
Según el censo de 2010, había 259 personas residiendo en el municipio de Idun. La densidad de población era de 2,69 hab./km². De los 259 habitantes, el municipio de Idun estaba compuesto por el 94,98 % blancos, el 0,39 % eran afroamericanos, el 3,86 % eran amerindios y el 0,77 % eran de una mezcla de razas. Del total de la población el 2,7 % eran hispanos o latinos de cualquier raza.